# James Benton Grant
James Benton Grant (Contea di Russell, 2 gennaio 1848 – Excelsior Springs, 1º novembre 1911) è stato un imprenditore, ingegnere minerario e militare statunitense dell’Esercito Confederato, che ha ricoperto il ruolo di terzo governatore del Colorado dal 1883 al 1885..

## Primi anni, Guerra Civile Americana ed educazione
Grant nacque il 2 gennaio 1848 in una piantagione nella contea di Russell, in Alabama. Prima della Guerra Civile Americana, la famiglia di Grant possedeva una piantagione. Allo scoppio della guerra, Grant si arruolò come soldato semplice nel 20º reggimento di artiglieria leggera dell'Alabama, nell’Esercito Confederato.
Dopo la guerra, la famiglia immediata di Grant fu finanziariamente rovinata, ma uno zio benestante che viveva a Davenport, Iowa, pagò per la sua istruzione secondaria. Terminata la guerra, Grant frequentò per due anni quella che oggi è l'Università statale dell'Iowa, per poi trasferirsi alla Università Cornell, che frequentò dal 1873 al 1874. Successivamente, studiò presso l'Università mineraria di Freiberg, in Germania, una delle scuole leader a livello mondiale in ingegneria mineraria dell’epoca. Lì studiò metallurgia. Grant poi lavorò nelle miniere in Austria per acquisire esperienza pratica, prima di tornare negli Stati Uniti due anni dopo.

## Vita in Colorado

### Primi anni
Tornato negli Stati Uniti, Grant si stabilì inizialmente per un breve periodo nella città di Central City, in Colorado. Nel 1877 o 1878 si trasferì nella neonata città di Leadville, sempre in Colorado. Lì iniziò la sua carriera come ingegnere metallurgico e magnate della fusione dei metalli. A Leadville, Grant costruì la ciminiera del Grant Smelter, alta 353 piedi (108 metri), che al momento del suo completamento era il terzo impianto di fusione più grande al mondo e il più alto degli Stati Uniti. Grant partecipò anche alla costruzione del tunnel Yak, lungo 5 miglia (8,0 km), che agevolava le attività minerarie in profondità.
A Leadville, Grant sposò Mary Goodell, giovane appartenente all’influente famiglia Goodell del Colorado, figlia di Roswell Eaton Goodell e nipote dell’ex governatore dell’Illinois, Joel Aldrich Matteson. Il matrimonio si celebrò nella nuova chiesa episcopale di St. George a Leadville, con una cerimonia officiata da James J. Mackay. Fu un importante evento sociale per la comunità e il primo matrimonio mai celebrato in quella chiesa. Dopo la cerimonia, si tenne una piccola ricezione nella casa della famiglia di Mary, seguita il giorno successivo da una più grande al Windsor Hotel di Denver. Subito dopo, la coppia partì per la luna di miele a San Francisco.
Dopo che il Grant Smelter andò distrutto in un incendio nel 1882, Grant e sua moglie si trasferirono a Denver, dove trasferì anche la sua attività, costruendo un nuovo impianto di fusione con il nome di Omaha and Grant. Si riteneva che fosse il più grande impianto di fusione del mondo all’epoca. La sua ciminiera alta 353 piedi (108 metri), completata nel 1892, rimase per decenni uno dei punti di riferimento più riconoscibili nello skyline di Denver, fino alla sua demolizione nel 1950. Il sito dell’impianto si trovava nei pressi dell’attuale Denver Coliseum. Denver offriva vantaggi economici e un buon sistema di trasporto ferroviario. Il trasferimento dei Grant a Denver fu probabilmente legato anche all’ambizione di James di candidarsi a governatore del Colorado.

### Governatorato
Grant si candidò come rappresentante del Partito Democratico alle elezioni governative del Colorado del 1882. Non era mai stato particolarmente interessato alla politica, ma accettò la candidatura su pressione dei Democratici. All’epoca, il Colorado era considerato una roccaforte del Partito Repubblicano, poiché la maggior parte dei nuovi residenti proveniva dal Nord e aveva sostenuto l’Unione durante la Guerra Civile Americana. Questo rese Grant un underdog nella competizione elettorale. Tuttavia, Grant trasse vantaggio da una forte divisione interna al Partito Repubblicano dello Stato in quell'anno, oltre che dal suo matrimonio con una famiglia influente e dalla crescente notorietà come imprenditore di successo nel settore della fusione dei metalli. Vinse le elezioni, diventando il primo governatore democratico nella giovane storia dello Stato del Colorado.
Il 9 gennaio 1883, Grant fu ufficialmente insediato come governatore. Fu il primo governatore del Colorado appartenente al Partito Democratico. Al momento della sua inaugurazione, aveva appena superato i 35 anni, il che lo rende ancora oggi il governatore più giovane a essere stato eletto dopo l’ingresso del Colorado negli Stati Uniti, e il secondo più giovane in assoluto nella storia dello Stato, dopo il governatore territoriale Edward McCook. Durante il suo mandato, Grant lavorò per espandere l’industria mineraria e il commercio del Colorado. Numerose miniere furono aperte nel sud-ovest dello Stato, specialmente nella regione chiamata "Gunnison Country", un tempo parte della riserva indiana degli Ute. La crescita del settore minerario, insieme ad altri fattori, contribuì a una florida economia durante il suo governatorato. Inoltre, Grant fu il promotore del disegno di legge che autorizzò la costruzione del Campidoglio di Denver. Riuscì anche a ottenere una delle sue priorità legislative: l’estensione della durata delle sessioni dell’assemblea legislativa statale.
Durante il suo mandato, il 21 marzo 1884, Grant e sua moglie ebbero il loro primo figlio, Lester Eames.
Nonostante il successo, Grant continuava a non essere particolarmente interessato alla politica e rifiutò di ricandidarsi alle elezioni governative del 1884.

### Dopo il governatorato
Dopo aver lasciato la carica di governatore, Grant e sua moglie continuarono a essere figure di rilievo nella società, e lui rimase un protagonista nel mondo industriale. Grant divenne una figura influente nella finanza e nell’industria del West americano. Dal 1892 al 1897, ricoprì per otto anni la carica di presidente del Consiglio dell’Istruzione di Denver. Fu anche tra i fondatori della Denver National Bank, dove servì sia nel consiglio di amministrazione che come vicepresidente. Partecipò inoltre alla fondazione del Colorado Women’s College e contribuì all’organizzazione della Colorado Scientific Society.
Il 6 maggio 1888, i Grant ebbero il loro secondo e ultimo figlio, James Jr.
Entro il 1900, l’impianto di fusione di Grant a Denver aveva prodotto 130 milioni di dollari in oro, argento e piombo. Nel 1899, i suoi interessi nel settore della fusione furono assorbiti nella neonata American Smelting and Refining Company (ASARCO). Grant continuò a trarre profitti dai suoi investimenti in impianti minerari e di lavorazione del minerale in tutto il Colorado.
Nel 1902, i Grant completarono la costruzione della loro residenza, un’elegante dimora oggi conosciuta come Grant-Humphreys Mansion. Mentre la moglie vi organizzava frequenti eventi sociali, Grant, dopo un attacco di cuore nello stesso anno, si ritirò progressivamente dagli affari e dalla vita mondana. Trascorse gran parte degli anni successivi dedicandosi a piacevoli attività all’aria aperta, come la gestione del suo ranch a Littleton, in Colorado, la caccia e la pesca.
James Benton Grant morì di malattia cardiaca il 1º novembre 1911 a Excelsior Springs, Missouri. È sepolto al Fairmount Cemetery di Denver, dove, dopo la sua morte nel 1941, venne sepolta anche sua moglie.